# Décembre 1941 (guerre mondiale)
Chronologie de la Seconde Guerre mondiale
Novembre 1941 - Décembre 1941 -  Janvier 1942
- Décembre :
  - Création de la première « brigade prolétarienne » par Tito en Yougoslavie.
  - Publication du premier numéro du journal de la résistance française Franc-Tireur
- 1er décembre :
  - Entrevue de Saint-Florentin entre Philippe Pétain et Hermann Göring dans le train de celui-ci dans la gare de Saint-Florentin - Vergigny dans l'Yonne.
  - Le général Rommel reprend le siège de Tobrouk en Libye mais avec des forces blindées affaiblies et face à la 8e armée britannique encore opérationnelle[1]
- 2 décembre
  - En Finlande, les Soviétiques finissent d'évacuer la Carélie[1].
- 3 décembre : 
  - Władysław Sikorski remet à Staline une liste, encore incomplète, comportant les noms de 30 845 officiers polonais retenus prisonniers en URSS qui ne donnent plus aucun signe de vie.
  - En Finlande, les Soviétiques évacuent la forteresse d'Hanko, le territoire finlandais est alors entièrement libéré et retrouve ses frontières de 1939 avant l'attaque soviétique[1].
  - Sur pression des Soviétiques, le Royaume-Uni déclare la guerre à la Finlande, la Hongrie et la Roumanie[1].
- 4 décembre : 
  - Władysław Sikorski signe avec Staline un accord aux termes duquel les forces polonaises en URSS devaient être portées à 96 000 hommes ; Władysław Sikorski réussit à obtenir l’autorisation de Staline d’évacuer 25 000 Polonais vers l'Iran pour compléter les Forces armées polonaises au Moyen-Orient.
- 5 décembre : 
  - Début de la contre-offensive soviétique sur le front de Moscou mené par Gregori Joukov, contraignant les Allemands à passer à la défensive[1].
- 6 décembre
  - Contre-attaque soviétique au nord du front, à l'est de Léningrad[1].
  - Annonce par la BBC de l'état de guerre entre la Grande-Bretagne et la Finlande, la Hongrie et la Roumanie.
- 7 décembre : 
  - Attaques aériennes de l'empire du Japon sur Pearl Harbor, Hong Kong, Singapour, la Malaisie britannique et Shanghaï.
  - Départ d'Anthony Eden, ministre des affaires étrangères britannique pour Moscou, accompagnée d'une importante mission militaire.
- 8 décembre : 
  - L'empire du Japon lance l'invasion de la Malaisie.
  - L'empire du Japon déclare la guerre aux États-Unis, au Royaume-Uni et à l'Australie.
  - Le camp d'extermination de Chełmno, près de Łódź, devient opérationnel.
- 10 décembre : 
  - Le cuirassé britannique HMS Prince of Wales et le croiseur de bataille HMS Repulse sont coulés par l’aviation japonaise à l'est de la Malaisie.
  - La garnison américaine de Guam capitule.
  - Les troupes britanniques reprennent Tobrouk.
- 11 décembre : 
  - L'Allemagne et l'Italie déclarent la guerre aux États-Unis par solidarité avec l'empire du Japon. Les États-Unis déclarent la guerre à l'Allemagne et à l'Italie. Hitler a attendu quatre jours après Pearl Harbor que les Américains déclarent la guerre ; il espère que les Japonais vont l'aider à vaincre l'URSS.  (source)
- 12 décembre : 
  - Retrait du front de l'Est de l'unité d'élite de l'armée hongroise, le Corps mobile, qui a perdu près de 3 000 hommes et 90 % de ses blindés[1].
- 13 décembre
  - La Hongrie déclare la guerre au Royaume-Uni et aux États-Unis qui font de même en retour[1].
  - Sur le front de l'Est, la 2. Panzer-Armee menacée d'encerclement se replie sur la rivière Plava[1].
  - Le convoi maritime allié PQ5 atteint Arkhangelsk. Il livre divers matériels à l'Armée rouge.

- 14 décembre : 

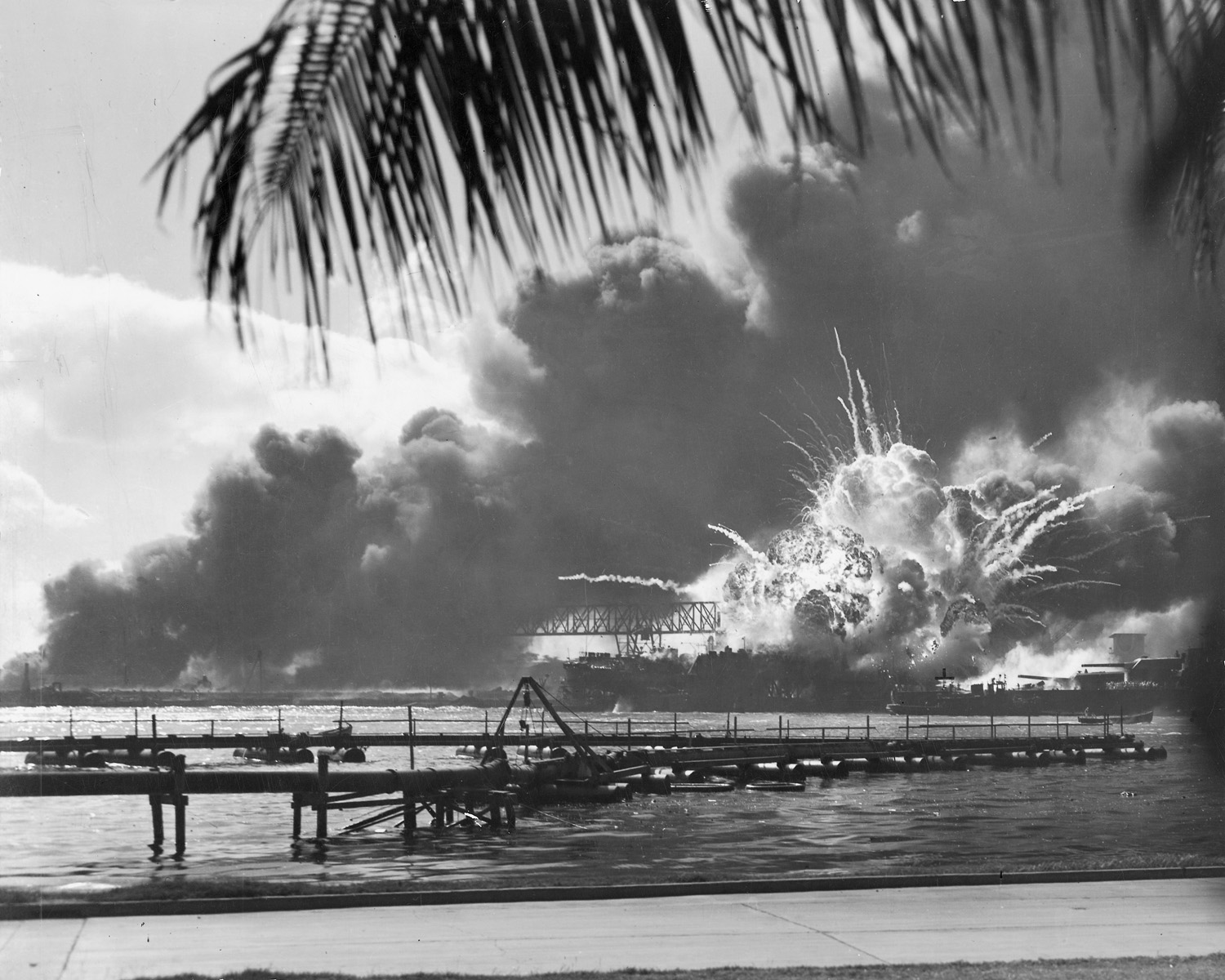
La catastrophe militaire du 7 décembre 1941 a profondément changé la perception stratégique globale de l'amirauté des États-Unis. Cette défaite par surprise a provoqué une telle réaction que d'aucuns l'identifient rétrospectivement comme une victoire à la Pyrrhus, voire comme la plus grande défaite japonaise de la guerre.

  - Début de la bataille de Gazala (Libye) ; les Polonais de la Brigade indépendante de chasseurs des Carpates du général Stanisław Kopański y participent.
  - Le cuirassé italien Vittorio Veneto escortant un convoi pour Benghazi en Libye est gravement endommagé par une torpille lancée par le sous-marin britannique Urgen[1].
  - 100 otages fusillés par les Allemands à Paris.
- 15 décembre
  - Raid aérien britannique infructueux sur le port de Brest pour couler les croiseurs de bataille allemands Scharnhorst et Gneisenau[1].
  - Journée la plus meurtrière de la "politique allemande des otages" visant à étouffer la Résistance française : 75 otages communistes, pour la plupart juifs, sont fusillés au mont Valérien dont Gabriel Péri, journaliste et député, 13 otages sont fusillés à Caen, dont Lucien Sampaix, journaliste communiste, et 12 autres ailleurs en province[1].
- 16 décembre : 
  - L'empire du Japon envahit Bornéo.
  - Mise en service du Yamato, plus grand cuirassé jamais construit au monde[1].
  - Les Soviétiques reprennent Kalinine (Tver).
  - Premier navire japonais envoyé par le fond par les forces américaines (USS Swordfish).
  - Début des pourparlers diplomatiques à Moscou entre les Soviétiques et la mission diplomatique britannique dépêchée sur place.
- 17 décembre : 
  - Début du siège de Sébastopol.
  - l'amiral Nimitz prend la tête de la flotte américaine du Pacifique en remplacement de l'amiral Kimmel démis de ses fonctions et rétrogradé à la suite du désastre de Pearl Harbor[1].
- 18 décembre : 
  - Les troupes japonaises débarquent sur l'île de Hong Kong.
  - Les deux seuls cuirassés britanniques en Méditerranée, l'HMS Queen Elizabeth et l'HMS Valiant et le pétrolier norvégien Sagona sont coulés à Alexandrie par des nageurs de combat de la Décima Mas italienne, menés par le lieutenant Luigi Durand de la Penne[1].
- 19 décembre
  - Hitler relève le Generalfeldmarschall Brauchitsch du commandement de la Heer (l'armée de terre allemande) qu'il commandera désormais lui-même[1].
  - Le Congrès américain vote des pouvoirs exceptionnels au président Roosevelt. Il peut ainsi exercer la censure sur la presse ou réorganiser le pouvoir exécutif à son gré[1].
  - Le juge de la Cour suprême américaine, Owen Roberts, est nommé président de la commission chargée d'enquêter sur le désastre de Pearl Harbor[1]
  - Oukase de Joseph Staline ordonnant le retour à Moscou d'une partie des services administratifs du Parti communiste soviétique
- 20 décembre :
  - Rencontre entre le général Guderian et Hitler dans son QG de Rastensburg en province de Prusse-Orientale. L'entrevue est orageuse, Guderian demande de reculer la ligne de front à l'Est pour la raccourcir et occuper de meilleures positions défensives. Hitler refuse et annule toutes les autorisations de retraite données au début de l'offensive soviétique[1].
  - Les troupes allemandes battent en retraite devant Moscou.
- 21 décembre
  - Début du massacre des Juifs du camp roumain de Bogdanovka en Transnitrie pour « éradiquer une épidémie de Typhus »[1].40 000 seront tués en 10 jours[1].
- 22 décembre :
  - la conférence Arcadia, à Washington, entre Churchill et Roosevelt, conduit à la définition d'une stratégie générale donnant la priorité à la lutte contre le Reich ; les responsables américains reconnaissent la nécessité, pour les forces alliées, de neutraliser au plus vite et de manière décisive la menace allemande.
  - Débarquement japonais aux Philippines.
- 23 décembre
  - Le général MacArthur abandonne Manille pour se réfugier dans la presqu'île de Bataan[1].
- 24 décembre : 
  - Ralliement de Saint-Pierre-et-Miquelon aux Forces françaises libres du général de Gaulle.
- 25 décembre : 
  - Reddition de Hong Kong.
  - Attaque des Soviétiques contre les positions italiennes à Gorlovka et Rykovo par un froid polaire (-35°)[1]. Après des succès initiaux, les Italiens aidés par des blindés allemands repoussent l'offensive soviétique[1].
- 26 décembre
  - Début de la troisième bataille de Changsa en Chine où les troupes de l'armée nationale chinoise de Tchang Kaï-chek attaquent les colonnes japonaises. Elles subissent une dure contre-attaque[1] et les Chinois se rétablissent sur la rivière Milo et se replient ensuite dans la ville de Changsa[1].
  - Les Soviétiques débarquent sur la péninsule de Kertch[1].
  - Oukase de Joseph Staline ordonnant le retour à Moscou de l'ensemble des services gouvernementaux.
- 27 décembre : 
  - L’URSS parachute un premier groupe de communistes polonais, dévoués aux Soviétiques, dans les anciens confins orientaux de la Pologne pour y reconstituer le parti communiste dissous en 1938 et y contrebalancer l’influence des résistants qui s’étaient activés dès que les Allemands y avaient pénétré.
  - Opération commando britannique sur l'île de Vaagsö en Norvège méridionale.
- 28 décembre
- Importantes pertes de la 22e brigade blindée britannique en Afrique du Nord à la suite d'une contre-attaque de l'Afrika Korps[1].
- 30 décembre : 
  - La Brigade indépendante de chasseurs des Carpates participe à la bataille d'El-Bardia avant d'aller occuper des positions de défense autour d’El Gazala.
- 31 décembre :
  - Jean Moulin quitte Londres pour être parachuté en France.